# 사르데냐 왕국
사르데냐 왕국은 남유럽에 존재했던 국가로, 1297년부터 1861년까지 존속했다.  그 존재는 두 개의 시기로 나눌 수 있는데, 첫 번째는 아라곤 및 스페인 왕관의 영지였던 시기이고, 두 번째는 사보이아 가문이 지배하는 국가로서의 시기다.사르데냐 왕국은 1295년 아나니 조약의 이행에 따라 교황 보니파시오 8세에 의해 *"사르데냐 및 코르시카 왕국(Regnum Sardiniae et Corsicae)"*이라는 이름으로 창설되었고, 1297년 4월 5일 아라곤 왕관의 구성 국가로 편입되었다. 이 당시 코르시카는 사실상 무정부 상태였고, 사르데냐는 아르보레아 판국, 피사 공화국의 해외 영토, 자유 도시 사사리, 그리고 게라르데스카, 말라스피나, 도리아 가문이 소유한 세 영지국으로 나뉘어 있었다.
1323년부터 아라곤은 사르데냐 정복을 시작하여, 1420년 사르데냐-카탈루냐 전쟁이 끝나면서 이 지역을 완전히 통합했다. 이후 1479년 아라곤 왕관이 카스티야 왕관과 통합되며, 사르데냐 왕국은 단순히 “사르데냐 왕국”으로 불리게 되었고, 페르디난도 2세와 이사벨라 여왕에 의해 사실상 통합된 스페인 왕관의 일부가 되었다. 1516년에는 다른 스페인 영토들과 함께 합스부르크 가문에 귀속되었다.
1700년 스페인 왕위 계승 전쟁이 발발하면서, 사르데냐 왕국은 합스부르크 가문과 부르봉 가문 사이에서 쟁탈전의 대상이 되었고, 1720년에 사보이아 가문에게 양도되었다. 이후 사르데냐 왕국은 사보이아 가문이 지배하던 다른 영토들—피에몬테 공국, 니차 백작령, 아오스타 공국, 몬페라토 공국, 사보이 공국—과 합쳐졌고, 이전에 시칠리아 왕국이 잠시 담당했던 사보이아 가문의 최고 귀족적 지위를 대신하게 되었다. 이른바 "육지 국가들(Stati di terraferma)"은 18세기부터 절대군주제 아래 통합되어 행정 구역이나 귀족적 작위로만 존재하게 되었지만, 사르데냐는 1847년 12월 3일까지 고유의 제도를 유지하였다. 그날 ‘완전 통합(Fusione perfetta)’이 이루어지며 나폴레옹식 중앙집권 행정 체계가 섬에도 도입되었다.
1861년, 사보이아 국가 전체는 정식으로 명칭을 바꿔 ‘이탈리아 왕국(Regno d’Italia)’이 되었다.

## 초기 역사
기원전 238년, 사르데냐섬은 코르시카섬과 함께 로마 제국의 속주가 되었다. 로마인들은 5세기 중반 북아프리카에 정착했던 반달족이 점령할 때까지 이 섬을 통치했다. 기원후 534년, 이 섬은 동로마 제국에 의해 재정복되었다. 9세기 아랍인의 시칠리아 정복 때까지 동로마 제국의 속주로 남아 있었다. 그 후, 콘스탄티노폴리스와의 통신이 매우 어려워졌고, 섬의 강력한 가문들이 영토를 장악했다.

### 사라고사 무슬림에 대한 저항
사라고사 무슬림들의 약탈 및 정복 시도에 직면하여 외부의 도움을 거의 받지 못한 채, 사르데냐는 지배권 이전 원칙을 사용하여 고대 로마 및 비잔티움 모델에 따라 계속 조직되었다. 이 섬은 서유럽에서 지배적인 관행이었던 통치자와 그의 가족의 사유 재산이 아니라, 비잔티움 제국 시대 이후로 군주제 공화국이었듯이 독립적인 개체였다. 다음 세기 동안 사르데냐의 정치 상황에 대한 정보는 부족하다. 사라고사인의 공격으로 인해 9세기에는 1800년 이상 점유되었던 타로스가 오리스타노로 버려졌고, 카랄리스, 포르토 토레스, 그리고 다른 많은 해안 중심지들도 같은 운명을 겪었다.

### 데니아 타이파 침략
1015년–16년에 발레아레스 제도에서 데니아 무슬림들의 또 다른 대규모 해상 공격 기록이 있는데, 이는 사칼리바 출신 데니아 타이파의 이슬람 에미르인 무자히드 알 아미리 (라틴어로는 무세토)가 지휘했다. 데니아인들의 첫 번째 섬 침략 시도는 주디카티가 피사 공화국과 제노바 공화국의 함대 지원을 받아 저지했다. 교황 베네딕토 8세 또한 데니아 무슬림에 대한 투쟁에서 두 해양 공화국에 도움을 요청했다.
동서교회 대분열 이후, 로마는 사르데냐 교회, 정치, 사회에 라틴어의 사용을 회복하고, 동로마인들이 노르만인들로부터 쫓겨났을 때 이탈리아 남부 전체가 그랬듯이, 마침내 하나의 가톨릭 통치자 아래 섬을 재통일하기 위해 많은 노력을 기울였다. "판사"라는 칭호조차도 동방 교회와 서방 교회 간의 험악한 관계 시대(라틴인 학살, 1182년, 콘스탄티노폴리스 공방전 (1204년), 콘스탄티노폴리스 수복, 1261년)에 그리스 교회와 국가에 대한 비잔티움의 잔재였다.
사르데냐 코르시카 왕국 이전에 9세기 또는 10세기부터 11세기 초까지 섬을 통치했던 아르콘(고대 그리스어: ἄρχοντες) 또는 라틴어로 judices들은 명목상 비잔티움 황제의 신하임에도 불구하고 모든 사르데냐의 진정한 왕(그리스어: Κύριε βοήθε ιοῦ δούλου σου Tουρκοτουρίου ἅρχωντοσ Σαρδινίας καί τής δούλης σου Γετιτ)으로 간주될 수 있다. 이 통치자들 중 알려진 이름은 투르코투리우와 살루시우 (Tουρκοτουρίου βασιλικοῦ πρωτοσπαθαρίου (καὶ Σαλουσίου των εὐγενεστάτων ἀρχόντων)) 두 명뿐이며, 이들은 아마도 10세기에 통치했을 것이다. 아르콘들은 여전히 그리스어나 라틴어로 글을 썼지만, 칼리아리 주디카티의 가장 오래된 문서 중 하나인 1070년 토르키토리오 1세 데 라콘-구나레가 발행한 카르타 볼가레는 이미 로망스어인 사르데냐어로 쓰였지만, 그리스 문자로 작성되었다.
이 왕국은 칼리아리 주디카티, 아르보레아 주디카토국, 갈루라 주디카토국, 로그도로 주디카토국의 네 개의 작은 왕국으로 나뉘어 이전 왕국과 같이 완벽하게 조직되었으나, 이제는 섬 전체에 대한 주권을 주장하는 교황령과 특히 이탈리아 도시국가들인 제노바와 피사의 영향을 받게 되었다. 이들은 "판사"(지역 통치자)들과의 동맹을 통해 정치적, 경제적 영향력 영역을 확보했다. 제노바는 주로 사르데냐 북부와 서부 지역, 즉 갈루라와 로그도로 주디카티에 있었으나 항상 그런 것은 아니었고, 피사는 주로 남부와 동부, 칼리아리와 아르보레아 주디카티에 있었으나 항상 그런 것은 아니었다. 이것이 반란 귀족들과 싸우는 왕으로 자처하는 판사들 간의 오랜 전쟁의 원인이 되었다.

### 아라곤 왕국에 대한 저항

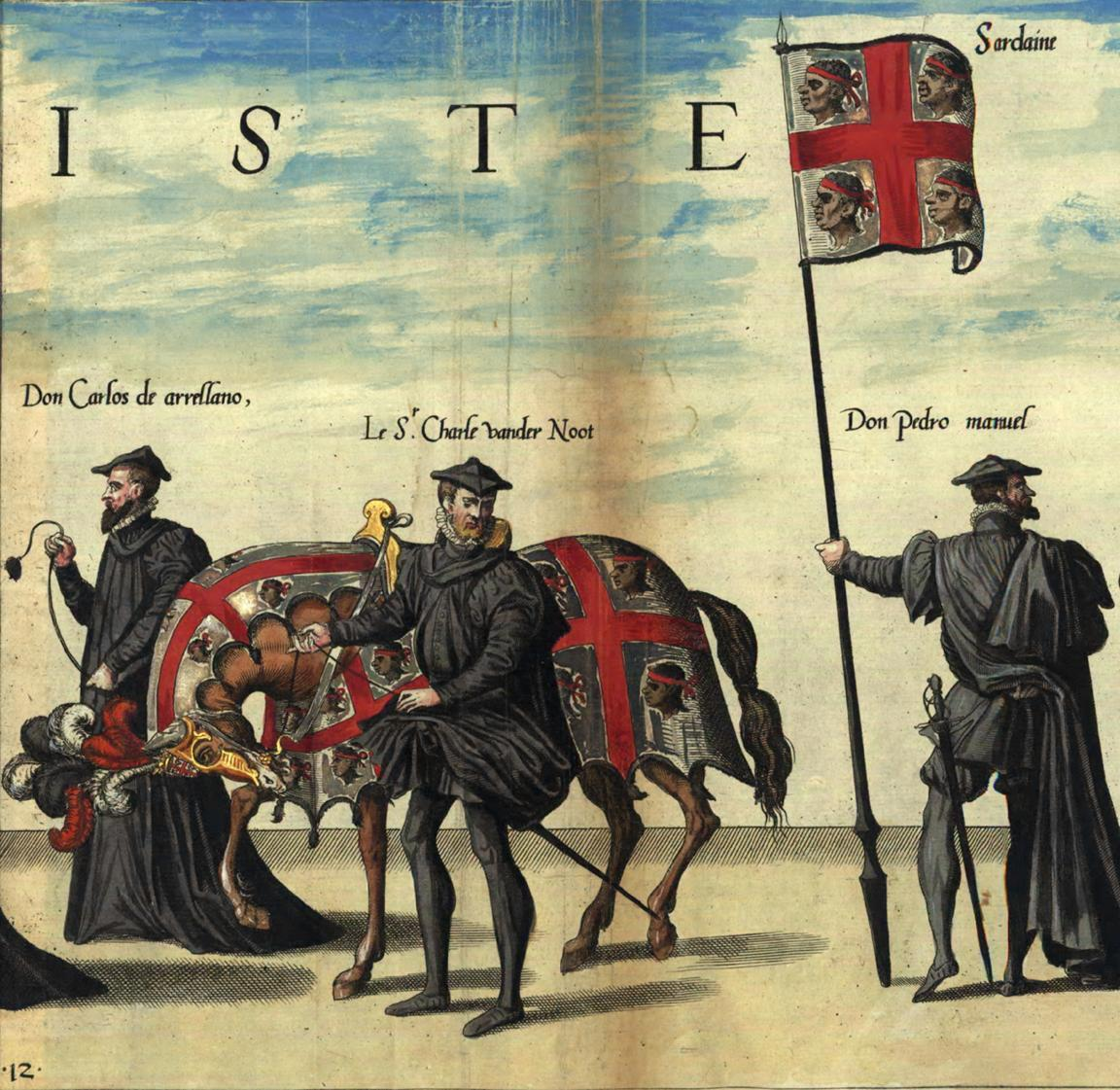
카를 5세의 장례식에서 사용된 16세기 사르데냐 왕국의 국기

이후, 사르데냐 국왕 칭호는 신성 로마 제국 황제에 의해 바리소네 2세 (아르보레아)에게, 그리고 나중에 엔치오에게도 수여되었다. 전자는 다른 사르데냐 판사들과 수년간 전쟁을 벌였음에도 불구하고 섬을 자신의 통치 아래 재통일하지 못했고, 마침내 1172년에 그들과 평화 조약을 맺었다. 후자는 그럴 기회를 얻지 못했다. 1239년 그의 아버지 프리드리히 2세 황제로부터 칭호를 부여받았으나, 곧 부모의 부름을 받아 이탈리아 제국 대리로 임명되었다. 그는 볼로냐 감옥에서 23년간의 구금 끝에 1272년에 직접적인 승계자 없이 사망했다.
사르데냐 코르시카 왕국은 이후 1460년부터 사르데냐 왕국으로 불렸고, 국왕은 1324년부터 정복을 시작하여 1410년에 완전히 통제권을 획득하고 1460년까지 직접 통치한 아라곤 국왕이었다. 그 해에 왕국은 각기 자체 기관을 가진 일종의 국가 연합인 아라곤 연합왕국에 편입되었고, 국왕 개인을 통해서만 통합되었다. 아라곤 연합왕국은 다양한 국가 대표자들로 구성된 의회로 이루어졌으며, 1469년 페란도 2세와 이사벨 1세 (카스티야)가 결혼했을 때 페란도 2세의 유산을 이사벨 1세 (카스티야)의 유산과 분리하는 것을 주요 목적으로 중요성이 커졌다.
왕국의 개념은 1297년 교황 보니파시오 8세에 의해, 아나니 조약의 비밀 조항에 따라 차이메 2세를 위해 만들어진 가상의 실체로 탄생했다. 이는 당시 차이메의 형제 피디리쿠 2세의 통치 아래 있던 시칠리아를 앙주 왕조에 복원하려는 노력에 시칠리아인들의 반대에도 불구하고 참여하도록 유인하는 것이었다. 이 새로운 왕국을 위해 제안된 두 섬은 당시 다른 국가와 봉읍에 의해 점령되어 있었다. 사르데냐에서는 9세기 비잔티움 제국의 통치를 계승한 네 개의 국가 중 세 국가가 아나니 조약 이전 40년 동안 결혼과 분할을 통해 피사와 제노바의 직간접적인 통제 하에 있었다. 제노바는 거의 2세기 전 (대략 1133년) 섬을 정복한 이래로 코르시카섬을 통치해 왔다.
이 교황의 결정 외에도 다른 이유들이 있었다. 그것은 기벨린 (제국 지지파) 도시 피사와 신성 로마 제국 자체에 대한 오랜 투쟁의 최종적인 성공적인 결과였다. 게다가 사르데냐는 당시 매우 가톨릭적인 아라곤 국왕들의 통제 아래 있었고, 섬이 로마와 화해한 최종 결과였다. 사르데냐 교회는 결코 콘스탄티노폴리스 세계 총대주교청의 통제 아래 있지 않았다. 이 교회는 로마에 충성하고 라틴 교회에 속한 자치 속주였지만, 비잔티움 시대 동안 비잔티움 전례와 문화의 영향을 받았다.

## 아라곤 및 스페인 왕국

### 사르데냐 왕국의 건국

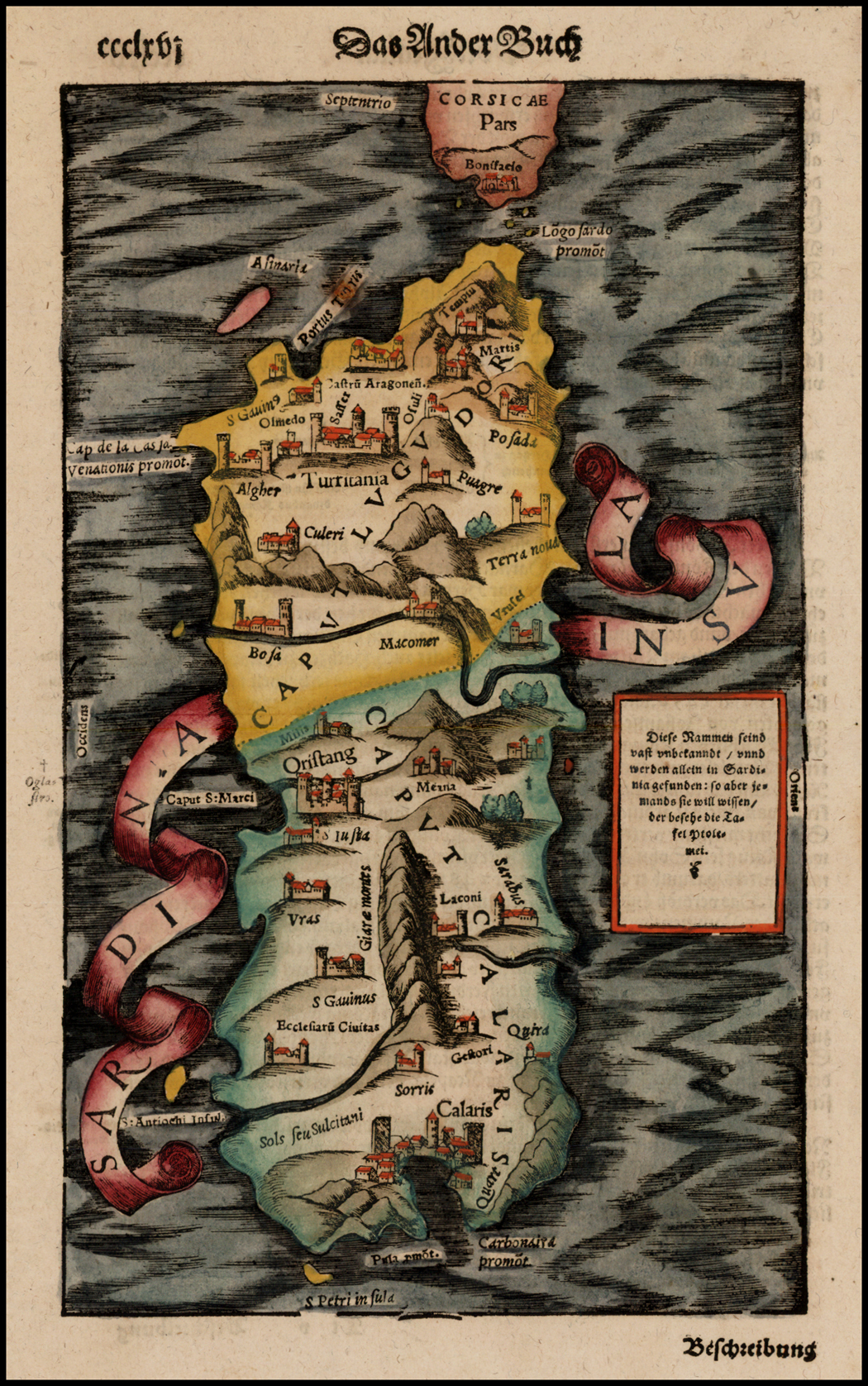
16세기 지도에 나타난 사르데냐 왕국

1297년, 교황 보니파시오 8세는 앙주가와 바르셀로나가 사이의 중재에 나서, 교황의 봉읍이 될 사르데냐 코르시카 왕국을 문서상으로 설립했다. 그리고 당시 존재하던 토착 국가들을 무시하고, 교황은 새로이 창설된 봉읍을 차이메 2세에게 제안하며, 시칠리아를 앙주 왕조에 복원하려는 노력에 동참한다면 피사의 사르데냐를 정복하는 데 교황의 지원을 약속했다. 1323년, 차이메 2세는 우고 2세 (아르보레아)와 동맹을 맺고, 약 1년간의 군사 작전 끝에 칼리아리와 갈루라 주디카토국의 피사 영토와 사사리 시를 점령하며, 이 영토를 사르데냐 코르시카 왕국으로 선포했다.
1353년, 아르보레아 주디카토국은 아라곤과 전쟁을 벌였다. 아라곤 연합왕국은 1420년이 되어서야 마지막 주디카티(사르데냐의 토착 왕국)를 복속시켰다.
사르데냐 코르시카 왕국은 아라곤 연합왕국의 일부로서 독자적인 성격을 유지했으며, 단순히 아라곤 왕국에 편입되지 않았다. 아르보레아와의 갈등 시기에 페로 4세는 왕국과 그 법적 전통에 자율적인 입법부를 부여했다. 왕국은 국왕의 이름으로 부왕에 의해 통치되었다. 1420년, 시칠리아의 왕이자 아라곤의 상속인인 알리폰소 5세는 마지막 판사 기욤 3세 (나르본)로부터 1420년에 아르보레아 주디카투국의 나머지 영토를 10만 금 플로린에 매입했고, 사르데냐 왕국은 1448년 도리아가로부터 빼앗아 카스티요 아라고네스 (아라곤성)로 개명된 카스텔사르도 시를 제외하고 섬 전체에 걸쳐 확장되었다.
정복된 적이 없는 코르시카섬은 공식 명칭에서 제외되었고, 사르데냐는 아라곤 연합왕국과 함께 통일된 스페인으로 넘어갔다. 지역 왕국, 자치도시, 시뇨리아의 패배, 확고한 아라곤 (이후 스페인) 통치, 비생산적인 봉건제의 도입, 그리고 아메리카 대륙의 발견은 사르데냐 왕국의 막을 수 없는 쇠퇴를 초래했다. 지역 귀족 레오나르도 알라곤 휘하에서 짧은 봉기가 일어났고, 오리스타노의 후작인 그는 니콜로 카로스 부왕에 맞서 영토를 방어하고 1470년대에 부왕의 군대를 격파하는 데 성공했지만, 1478년 마코메르 전투에서 패배하여 섬의 추가적인 반란은 종식되었다. 끊임없는 북아프리카 해적들의 공격과 일련의 역병 (1582년, 1652년, 1655년)은 상황을 더욱 악화시켰다.

### 아라곤의 사르데냐 정복
사르데냐 코르시카 왕국이 1297년에 의심스럽고 비범한 데 유레 국가로 시작되었다고 말할 수 있지만, 그 데 팍토 존재는 1324년에 시작되었다. 이때 피사 공화국과의 전쟁 중 아르보레아 주디카토국의 동맹국들이 요청하자 차이메 2세는 옛 칼리아리와 갈루라 주디카토국의 피사 영토를 점령하고 교황의 승인을 받은 그의 칭호를 주장했다. 1347년, 아라곤은 제노바 공화국의 시민이었던 도리아가와 말라스피나가 영주들에게 전쟁을 선포했다. 이 영주들은 사사리의 자치 공화국과 알게로 시를 포함하여 북서 사르데냐에 있는 옛 로그도로 주디카토국 영토의 대부분을 통제했으며, 아라곤은 이들을 직접 통치 지역으로 편입시켰다.
외세 지배로부터 독립을 유지한 유일한 사르데냐 국가인 아르보레아 주디카토국은 훨씬 더 복종시키기 어려웠다. 아라곤의 종주권 주장과 섬의 나머지 지역 통합 위협에 직면하여, 1353년 아르보레아는 마리아누스 4세의 지도 아래 사르데냐 왕국을 형성한 나머지 사르데냐 영토를 정복하기 시작했다. 1368년 아르보레아의 공세는 아라곤인들을 섬에서 거의 몰아내어, 사르데냐 코르시카 왕국을 칼리아리와 알게로의 항구 도시들로만 축소시키고, 나머지 모든 것을 그들 자신의 왕국에 편입시켰다.
1388년에 평화 조약으로 아라곤에 이전 영토를 돌려주었으나 긴장은 계속되었다. 1382년, 브란칼레오네 도리아가 이끄는 아르보레아 군대가 다시 섬의 대부분을 아르보레아 통치 아래로 휩쓸었다. 이러한 상황은 1409년 산루리 전투에서 아르보레아 주디카투국 군대가 아라곤 군대에 의해 대패할 때까지 지속되었다. 1420년에 나머지 영토를 아르보레아 주디카토국에 10만 금 플로린에 매각한 후, 사르데냐 왕국은 1448년에 도리아가로부터 빼앗긴 카스텔사르도 (당시 카스텔도리아 또는 카스텔제노베세로 불림) 시를 제외하고 섬 전체에 걸쳐 확장되었다. 사르데냐를 복속시키는 데 한 세기가 걸렸지만, 제노바에게서 빼앗지 못한 코르시카는 왕국의 정식 명칭에서 제외되었다.

### 스페인 사르데냐
아라곤 연합왕국 통치 아래 사르데냐는 반독립 왕국으로 계속 통치되었으며, 자체 의회와 국왕을 대신하여 섬을 통치하는 부왕을 유지했다. 이러한 체제는 카스티야 연합왕국과 아라곤의 개인 동맹으로 합스부르크 왕조 아래 스페인이 형성된 이후에도 계속되었다. 이 시기 동안 섬은 스페인과 오스만 제국 간의 빈번한 전쟁으로 인해 바르바리 해적의 목표가 되었다. 1570년대부터 해적 습격에 대비하여 섬 해안을 따라 현재 스페인 탑으로 알려진 일련의 탑들이 건설되었다.

## 사보이 시대

### 시칠리아와 사르데냐의 교환

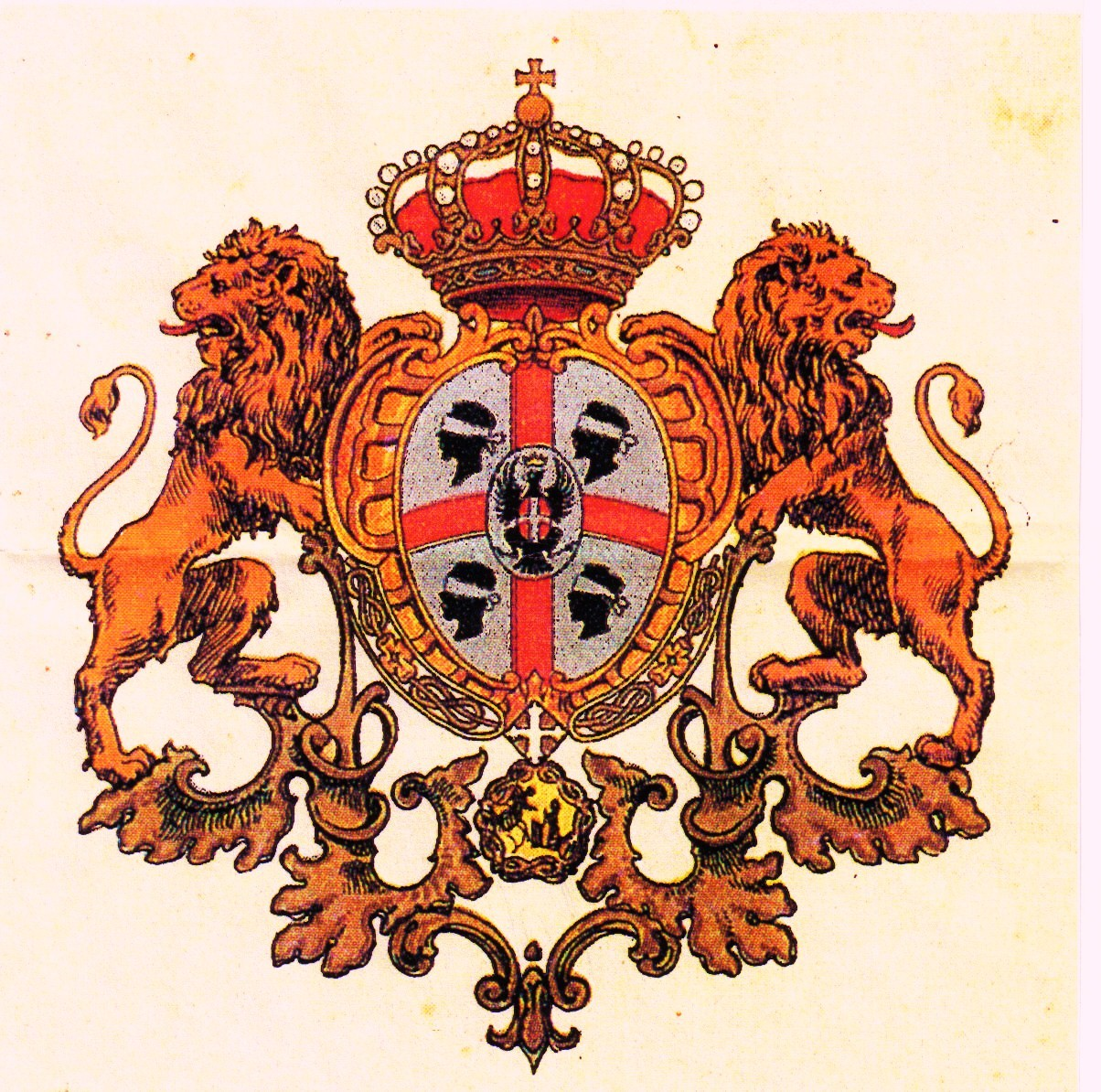
사보이 왕조 통치하 사르데냐 왕국의 19세기 문장

사르데냐에 대한 스페인의 지배는 스페인 왕위 계승 전쟁의 결과로 18세기 초에 끝났다. 위트레흐트 조약 (1713년)에 따라 스페인의 유럽 제국은 분할되었다. 사보이아가는 시칠리아와 밀라노 공국의 일부를 얻었고, 카를 6세 (신성 로마 황제이자 오스트리아 대공)는 스페인령 네덜란드, 나폴리 왕국, 사르데냐, 그리고 밀라노 공국의 대부분을 얻었다.
사국 동맹 전쟁 중에 비토리오 아메데오 2세, 사보이 공작, 피에몬테 공, 그리고 이제 시칠리아 왕이 된 그는 시칠리아를 합스부르크가에 양도하고 그 대신 사르데냐를 받아들이기로 합의해야 했다. 이 교환은 1720년 2월 17일 헤이그 조약에서 공식적으로 비준되었다. 사르데냐 왕국은 14세기부터 존재했기 때문에, 이 교환은 비토리오 아메데오가 시칠리아를 잃었음에도 불구하고 국왕 칭호를 유지할 수 있게 했다. 1720년부터 1798년까지 나폴레옹이 이탈리아를 침공하기 전까지는 토리노에 사실상의 정부가 있었고, 1324년부터 사르데냐 왕국의 수도였던 칼리아리는 1798년부터 1814년까지 사보이 왕가의 망명 기간 동안 사실상의 정부 역할을 했다. 나폴레옹이 처음으로 거주했을 때, 사실상의 정부는 토리노로 돌아왔지만 1847년까지 사르데냐 왕국의 공식 수도가 되지는 않았다.
비토리오 아메데오는 처음에 1720년 시칠리아와 사르데냐의 교환에 저항했다. 1723년까지 그는 사르데냐 국왕보다는 시칠리아 국왕이라는 칭호를 계속 사용했다. 사보이 왕가가 여전히 키프로스 왕국과 예루살렘 왕국의 왕위를 주장했음에도 불구하고, 이 두 왕국은 오랫동안 오스만 제국의 지배를 받고 있었다. 1767년–1769년, 카를로 에마누엘레 3세는 보니파시오 해협에 있는 마달레나 제도를 제노바 공화국으로부터 병합하여 사르데냐의 일부로 주장했으며, 이후 사르데냐 지역의 일부가 되었다.

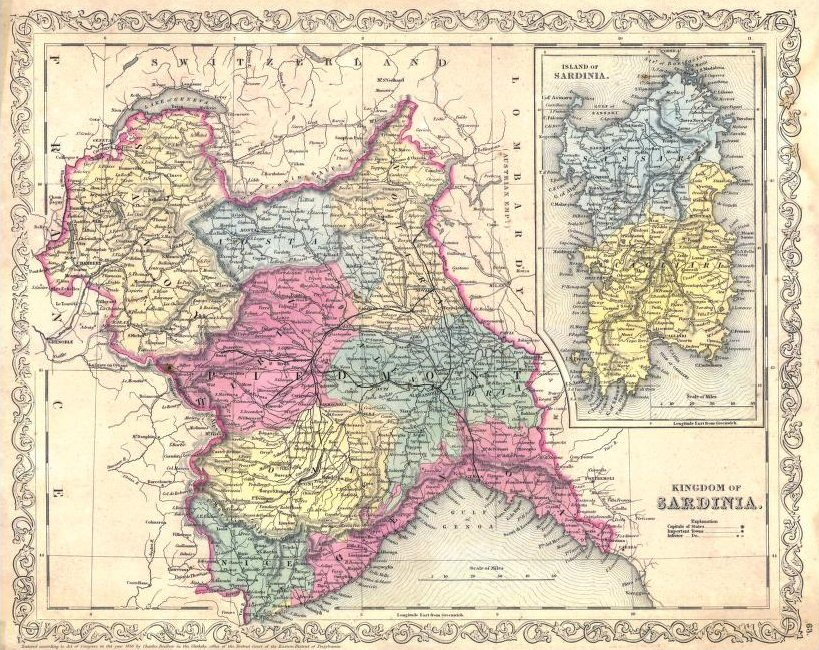
완벽한 융합으로 모든 속주가 단일 사법권으로 통합된 후 1856년 사르데냐 왕국의 지도

사르데냐의 이베리아 시대 이래로 공용어에는 사르데냐어, 코르시카어, 카탈루냐어, 스페인어가 포함되었다. 다른 언어로는 프랑스어, 피에몬테어, 리구리아어, 오크어, 프랑코프로방스어 등이 있었다. 사보이 시대에 복합 국가로서 이탈리아어는 프랑스어와 함께 16세기 리볼리 칙령을 통해 이미 반도에서 공용어로 지정되었고, 1760년 사르데냐에 도입되었다. 1760년 7월 25일의 레조 빌리에토(Regio Biglietto)에 의해 피에몬테에서 프랑스어보다 이탈리아어가 우선시되었다. 사르데냐 왕국의 단일 언어 홍보 노력은 매우 설득력이 있었고, 스페인어를 이탈리아어로 대체하는 것은 "사상의 혁명"으로 묘사되기도 했다. 프랑스어는 일부 지방에서 여전히 사용되었기 때문에 알베르티노 헌법 (1848년)은 프랑스어 사용을 허용했다.

### 나폴레옹 전쟁과 빈 회의
1792년, 사르데냐 왕국과 사보이 왕국의 다른 국가들은 프랑스 제1공화국에 대항하는 제1차 대프랑스 동맹에 가입했으나, 1796년 나폴레옹에게 패배하여 불리한 파리 조약을 맺고 프랑스군에게 피에몬테를 통한 자유 통행권을 내주어야 했다. 1798년 12월 6일, 주베르는 토리노를 점령하고 카를로 에마누엘레 4세에게 퇴위하고 사르데냐섬으로 떠나도록 강요했다. 임시 정부는 피에몬테를 프랑스와 통합하기로 투표했다. 1799년, 오스트리아-러시아군이 잠시 도시를 점령했으나, 마렝고 전투 (1800년)로 프랑스군이 다시 통제권을 되찾았다. 사르데냐섬은 나머지 전쟁 기간 동안 프랑스의 손이 닿지 않는 곳에 있었고, 수 세기 만에 처음으로 부왕이 아닌 국왕에 의해 직접 통치되었다.
1814년, 사보이 왕국은 옛 제노바 공화국을 공국으로 편입하여 영토를 확장했고, 이는 프랑스에 대한 완충국 역할을 했다. 이는 빈 회의에 의해 확인되었고, 이 회의는 1792년 프랑스에 합병되었던 사부아 지역을 이전 국경으로 되돌려 놓았다. 스투피니지 조약 (1817년)에 의해 사르데냐 왕국은 모나코 공국에 대한 보호권을 확장했다. 1821년, 사르데냐 왕국의 보고된 인구는 3,974,500명에 달했다.
나폴레옹 시대 이후, 나라는 보수 군주들인 비토리오 에마누엘레 1세 (1802년–1821년), 카를로 펠리체 (1821년–1831년), 카를로 알베르토 (1831년–1849년)에 의해 통치되었다. 카를로 알베르토는 스페인 왕위에 반동적인 페르난도 7세를 앉힌 트로카데로 전투에서 자신의 군대 병력을 이끌고 싸웠다. 비토리오 에마누엘레 1세는 나폴레옹 법전 전체를 해체하고 영토와 권력을 귀족과 교회에 반환했다. 이러한 반동적 정책은 프랑스인이 건설한 도로 사용을 억제하는 데까지 이르렀다. 이러한 변화들은 사르데냐를 특징지었다.
사르데냐 왕국은 1830년부터 산업화를 시작했다. 1848년 1848년 혁명의 자유주의적 압력으로 알베르티노 헌법이 제정되었다. 토리노를 공식 수도로 정한 것 외에도, 알베르티노 헌법은 로마 가톨릭교회를 "유일한 국교"로 선포했다. 앞서 1847년, 한 세기 이상 피에몬테의 종속 영토였던 사르데냐 섬은 카를로 알베르토가 발표한 완벽한 융합을 통해 반도에 잔존해 있던 자치권을 상실했다. 그 결과, 왕국의 근본적인 제도는 프랑스 모델에 따른 입헌군주제와 중앙집권제로 깊이 변모했다. 같은 압력 하에 카를로 알베르토는 오스트리아에 선전포고했다. 초기 성공에도 불구하고 전쟁은 악화되었고, 카를로 알베르토는 라데츠키 원수에게 쿠스토차 전투에서 패배했다.

### 사보이의 이탈리아 통일 노력

카밀로 벤소 카보우르 백작

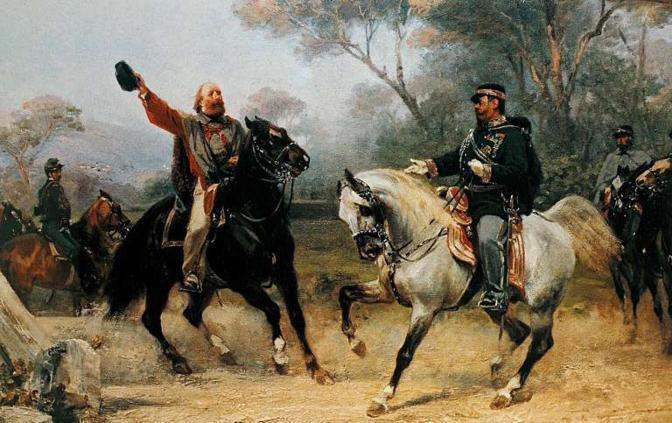
비토리오 에마누엘레 2세 국왕이 1860년 10월 26일 테아노에서 주세페 가리발디를 만났다.

아펜니노반도와 인접 섬의 다른 모든 공국 및 도시국가와 마찬가지로, 사르데냐 왕국은 번갈아 가며 바뀌는 정부 아래에서 정치적 불안정에 시달렸다. 1849년 오스트리아와의 짧고 비참한 전쟁 재개 후, 카를로 알베르토는 1849년 3월 23일 아들 비토리오 에마누엘레 2세에게 왕위를 양위했다. 1852년, 카보우르 백작 휘하의 자유주의 내각이 수립되었고, 사르데냐 왕국은 이탈리아 통일의 원동력이 되었다. 사르데냐 왕국은 오스만 제국, 영국, 프랑스와 동맹을 맺고 러시아에 대항하는 크림 전쟁에 참전했다.
1859년, 프랑스는 오스트리아 제국과의 전쟁인 제2차 이탈리아 독립 전쟁에서 사르데냐 왕국 편에 섰다. 나폴레옹 3세는 롬바르디아 베네치아 왕국 전체가 정복될 때까지 싸우겠다는 카보우르와의 약속을 지키지 않았다. 마젠타 전투와 솔페리노 전투에서 프랑스가 승리한 후, 나폴레옹은 전쟁을 계속하기에는 너무 비싸다고 생각하고 카보우르의 등 뒤에서 롬바르디아만 양도하는 별도의 평화 조약을 맺었다. 오스트리아 정부가 사르데냐 왕국에 어떤 영토도 양도하기를 거부했기 때문에, 그들은 롬바르디아를 나폴레옹에게 양도하기로 합의했고, 나폴레옹은 "패배한 오스트리아인들을 당황하게" 하지 않기 위해 그 영토를 사르데냐 왕국에 양도했다. 카보우르는 비토리오 에마누엘레가 이 합의를 받아들일 것이 분명해지자 화가 나서 사임했다.

### 가리발디와 천인의 원정
1860년 3월 5일, 피아첸차, 파르마, 토스카나, 모데나, 로마냐는 국민투표에서 사르데냐 왕국에 합류하기로 투표했다. 이는 남동쪽 국경에 강력한 사보이 국가가 형성되는 것을 우려한 나폴레옹 3세를 불안하게 만들었고, 그는 사르데냐 왕국이 새로운 영토를 유지하려면 사부아와 니스를 프랑스에 양도해야 한다고 주장했다. 이는 토리노 조약을 통해 이루어졌으며, 이 조약은 또한 합병을 확인하는 국민투표를 요구했다. 이후 다소 논란의 여지가 있는 국민투표 결과, 두 지역 모두에서 99.5% 이상의 압도적인 다수가 프랑스 합류에 찬성했다.
1860년, 주세페 가리발디는 사르데냐 왕국의 이름으로 아펜니노 남부를 정복하기 위한 원정을 시작했다. 천인의 원정대는 본토의 아브루초주와 나폴리에서 시칠리아의 메시나와 팔레르모에 이르는 이 지역 최대 국가였던 양시칠리아 왕국을 빠르게 전복시켰다. 그는 이어서 중부 반도의 가에타로 진격했다. 카보우르는 통일에 만족했지만, 국왕과 그의 총리에게 너무 혁명적이었던 가리발디는 로마도 정복하기를 원했다.
가리발디는 이러한 전개와 고향인 니스를 프랑스에 빼앗긴 것에 실망했다. 그는 또한 시칠리아인들로부터 대중적이고 군사적인 지지를 얻게 해 준 약속, 즉 새로운 국가가 왕국이 아닌 공화국이 될 것이며 통일 후에 시칠리아인들이 큰 경제적 이익을 볼 것이라는 약속을 지키지 못했다. 전자는 1946년까지 실현되지 않았다.

### 이탈리아 왕국으로의 전환
1861년 3월 17일, 사르데냐 의회의 법률 제4671호는 이탈리아 왕국을 선포하여, 시칠리아를 포함한 다른 모든 아펜니노 국가들의 병합을 비준했다. 왕국의 제도와 법률은 다른 지역의 행정을 폐지하고 이탈리아 전역으로 빠르게 확대되었다. 피에몬테는 이탈리아에서 가장 지배적이고 부유한 지역이 되었고, 피에몬테의 수도인 토리노는 1865년 수도가 피렌체로 이전될 때까지 이탈리아의 수도로 남아 있었다. 양시칠리아의 산적행위의 일부로서, 피에몬테 지배 계급에 의한 남부에 대한 불공정한 대우로 인식되었기 때문에 반도 전체, 특히 이탈리아 남부와 시칠리아 섬에서 많은 반란이 폭발했다. 사보이아가는 1946년 이탈리아가 국민투표를 통해 공화제로 선포될 때까지 이탈리아 왕국을 통치했다. 1946년 이탈리아 국가형태 국민투표의 결과는 공화국 찬성 54.3%였다.

## 기, 왕실 표준 및 문장
사보이아 공국이 1713년 사보이 통치하 시칠리아 왕국과 1723년 사르데냐 왕국을 획득하면서 사보이의 기는 해군력의 기가 되었다. 이는 몰타 기사단이 이미 같은 기를 사용하고 있다는 문제를 야기했다. 이 때문에 사보이 왕조는 네 개의 주에 F.E.R.T 글자를 추가하거나 파란색 테두리를 추가하거나 한 주에 사보이 십자가가 있는 파란색 기를 사용하는 등 다양한 방식으로 해군기로 사용하기 위해 기를 수정했다. 결국, 사보이 국왕 카를로 알베르토는 혁명기 프랑스에서 이탈리아 삼색기를 채택하고, 그 위에 사보이 방패를 얹어 자신의 기로 삼았다. 이 기는 나중에 이탈리아 왕국의 기가 되었고, 사보이 문장이 없는 삼색기는 현재의 이탈리아의 국기로 남아 있다.

문장
중세 (아라곤과의 연합)
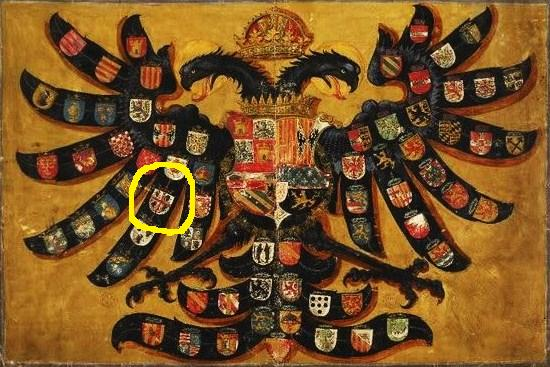
로마 신성 로마 황제 카를 5세의 이두 독수리 문장과 사르데냐 왕국의 네 무어인 (16세기)
(1720년–1815년)
(1815년–1831년)
(1831년–1848년)
(1848년–1861년)

국기
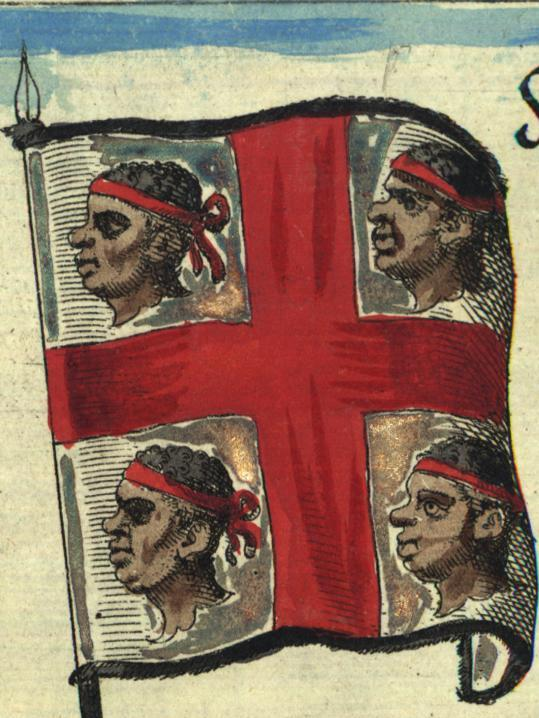
1568년 사르데냐 왕국의 국기
사보이 왕조 사르데냐 사보이 왕들의 왕실 기 (1720년–1848년) 및 사보이 국가들의 국기 (16세기 후반–18세기 후반)
국기 및 군함기 (1816년–1848년), 왕관이 달린 시민 기
국기 및 전쟁기 (1848년–1851년)
국기 및 전쟁기 (1851년–1861년)

기타 깃발
상선기 ( 1799c.–1802년)
사르데냐 왕립 해군 군함기 (1785년–1802년)
상선기 (1802년–1814년)
군함기 (1802년–1814년)
상선기 및 군함기 (1814년–1816년)
민간 기 및 민간 군함기 (1816년–1848년)
사르데냐 왕국 군함기 (1816년–1848년), 종횡비 31:76
민간 및 상선기 (1851년–1861년), 이탈리아 삼색기에 사보이아 문장이 내실패로 들어감

왕실 표준
(1848년–1861년) 및 이탈리아 왕국 (1861년–1880년)
황태자 (1848년–1861년) 및 이탈리아 왕국의 황태자 (1861년–1880년)

- 출처:
  - Breschi, Roberto (2004). “Bandiere degli Stati preunitari italiani: Sardegna”. 《Rbvex.it》 (이탈리아어). 2019년 5월 31일에 원본 문서에서 보존된 문서. 2019년 5월 31일에 확인함.
  - Ollé, Jaume (1998년 10월 11일). “Kingdom of Sardinia – Part 1 (Italy)”. 《Flags of the World》. 2017년 2월 25일에 원본 문서에서 보존된 문서. 2019년 5월 31일에 확인함.
  - Ollé, Jaume (1998년 10월 13일). “Kingdom of Sardinia – Part 2 (Italy)”. 《Flags of the World》. 2017년 2월 25일에 원본 문서에서 보존된 문서. 2024년 12월 20일에 확인함.
  - “Storia dello stemma”. 《Regione Sardegna》 (이탈리아어). 2010. 2023년 1월 31일에 원본 문서에서 보존된 문서. 2024년 12월 26일에 확인함.

## 지도

### 1324년부터 1720년까지 사르데냐의 영토 확장

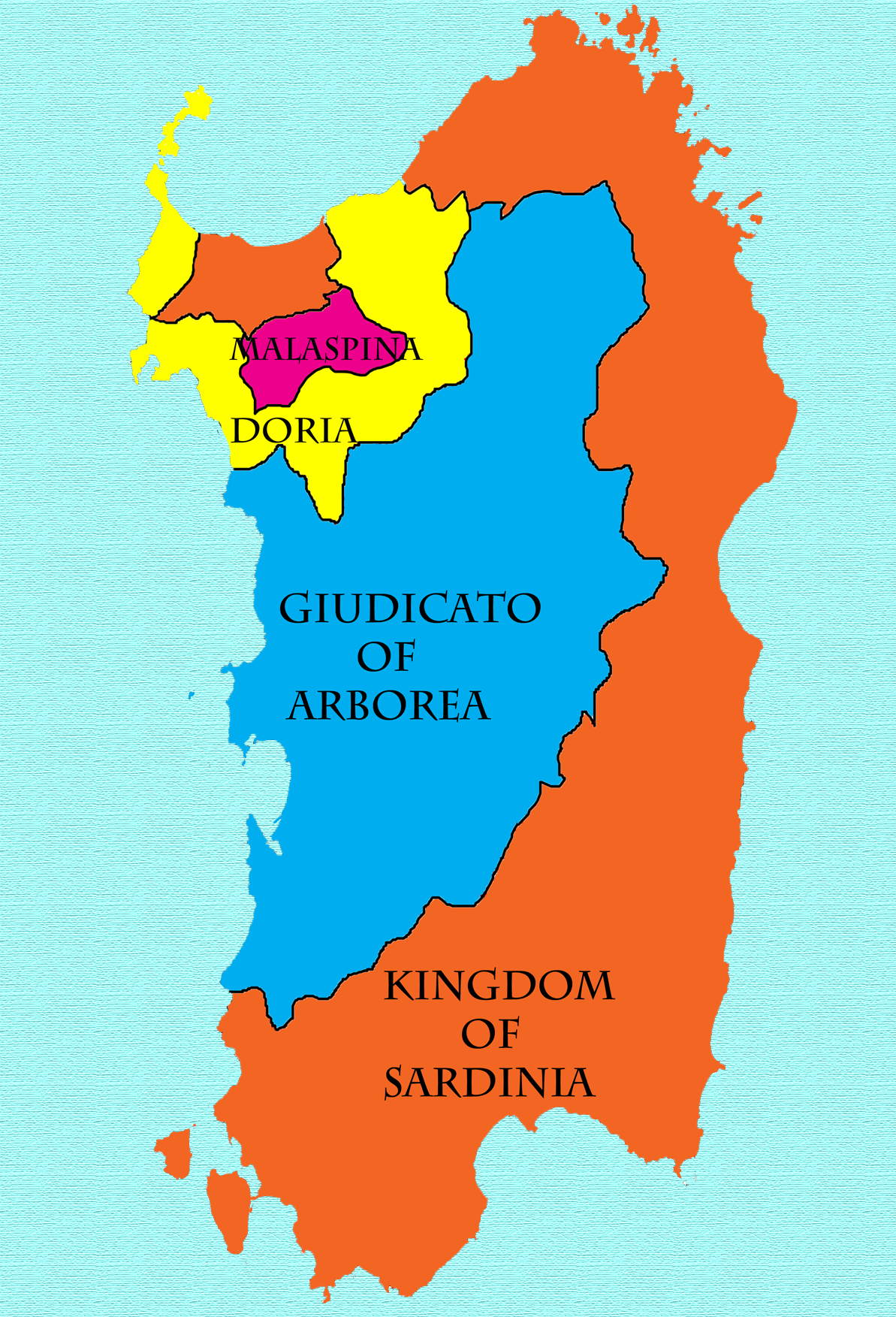
1324년 아라곤인이 사르데냐섬의 피사 영토(폐지된 칼리아리 주디카티와 갈루라 주디카토국 포함)를 정복한 후의 정치 상황.
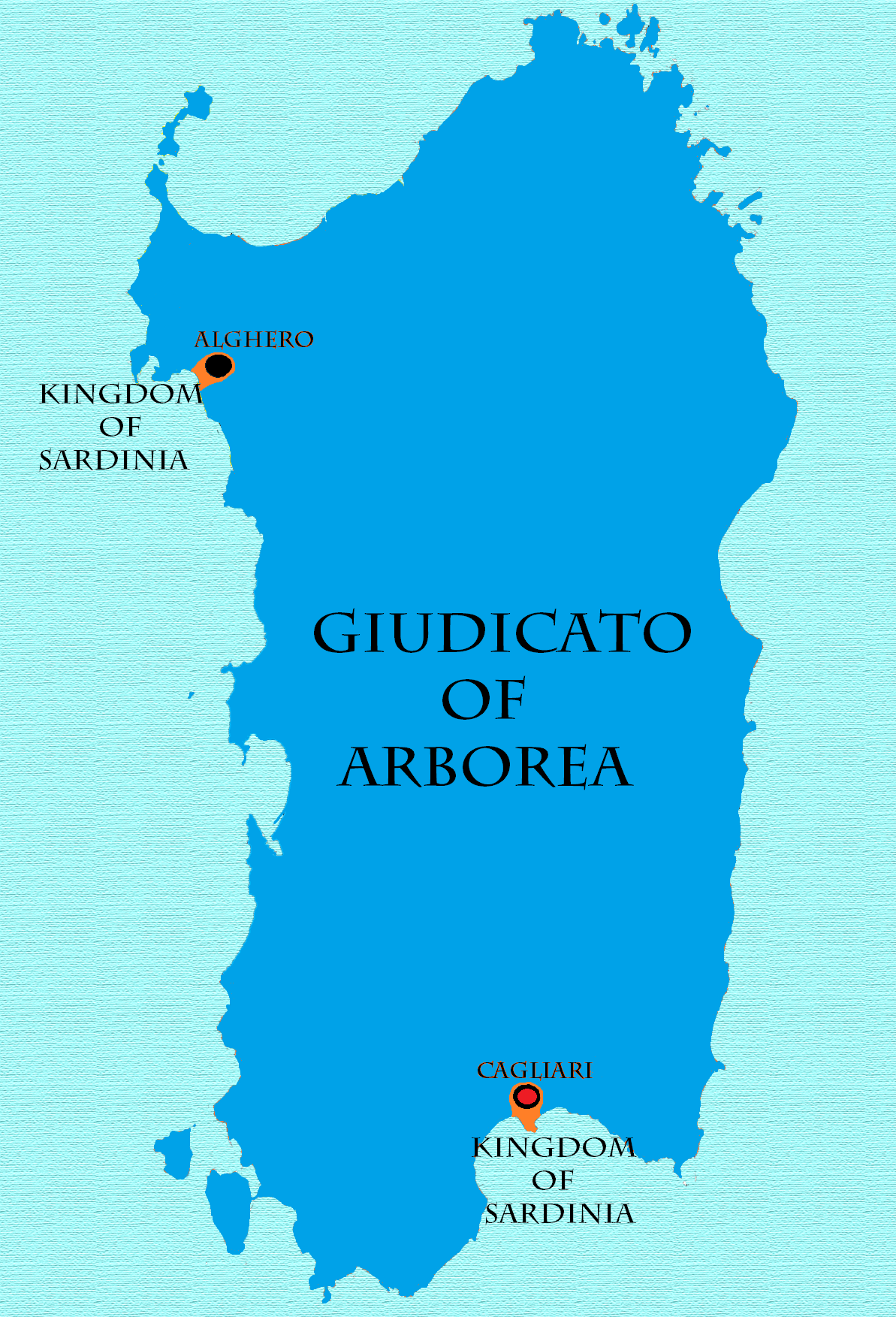
1368년에서 1388년, 1392년에서 1409년까지의 사르데냐 왕국은 아르보레아와의 전쟁 후 칼리아리와 알게로 시만으로 구성되었다.
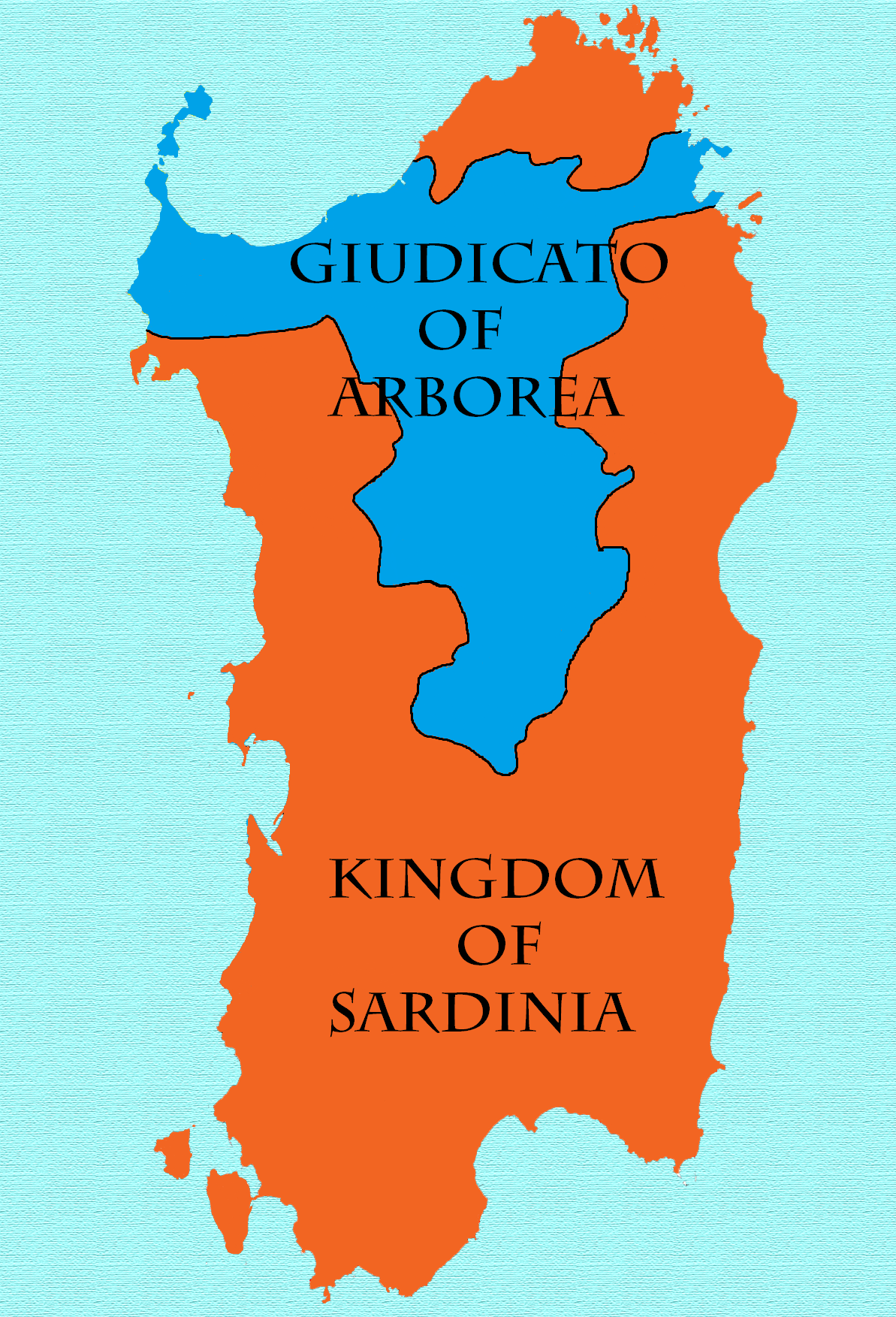
산루리 전투 (1409년)에서 아르보레아 주디카토국이 패배한 후 1410년에서 1420년까지의 사르데냐 왕국
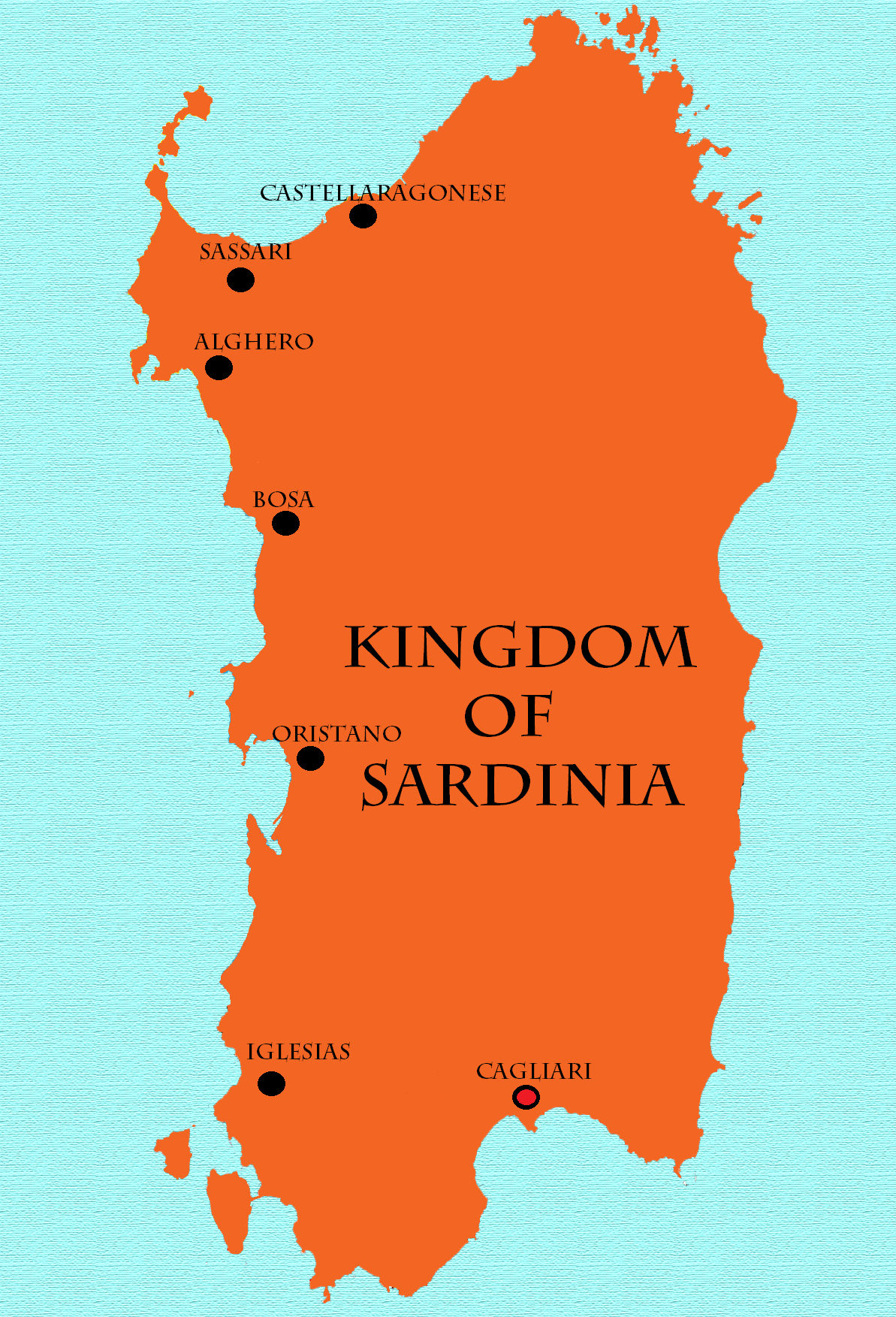
1448년에서 1720년까지의 사르데냐 왕국; 마달레나 제도는 1767년–1769년에 정복되었다.

### 1796년부터 1860년까지 이탈리아의 영토 확장

1796년
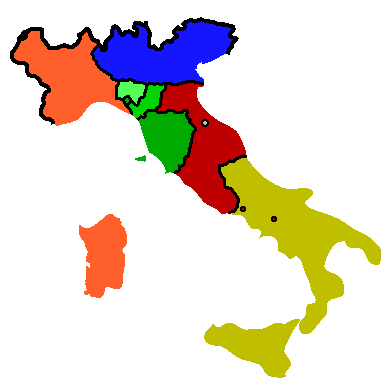
1859년:   사르데냐 왕국   롬바르디아 베네치아 왕국   파르마-모데나-토스카나 공국   교황령   양시칠리아 왕국
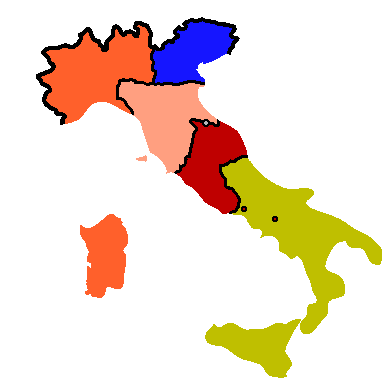
1860년:   사르데냐 왕국   롬바르디아 베네치아 왕국   교황령   양시칠리아 왕국 롬바르디아, 토스카나 대공국, 에밀리아 공국 및 교황의 로마냐 합병 이후
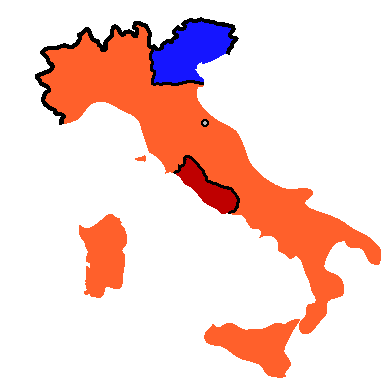
1861년:   사르데냐 왕국   롬바르디아 베네치아 왕국   교황령 천인의 원정 이후
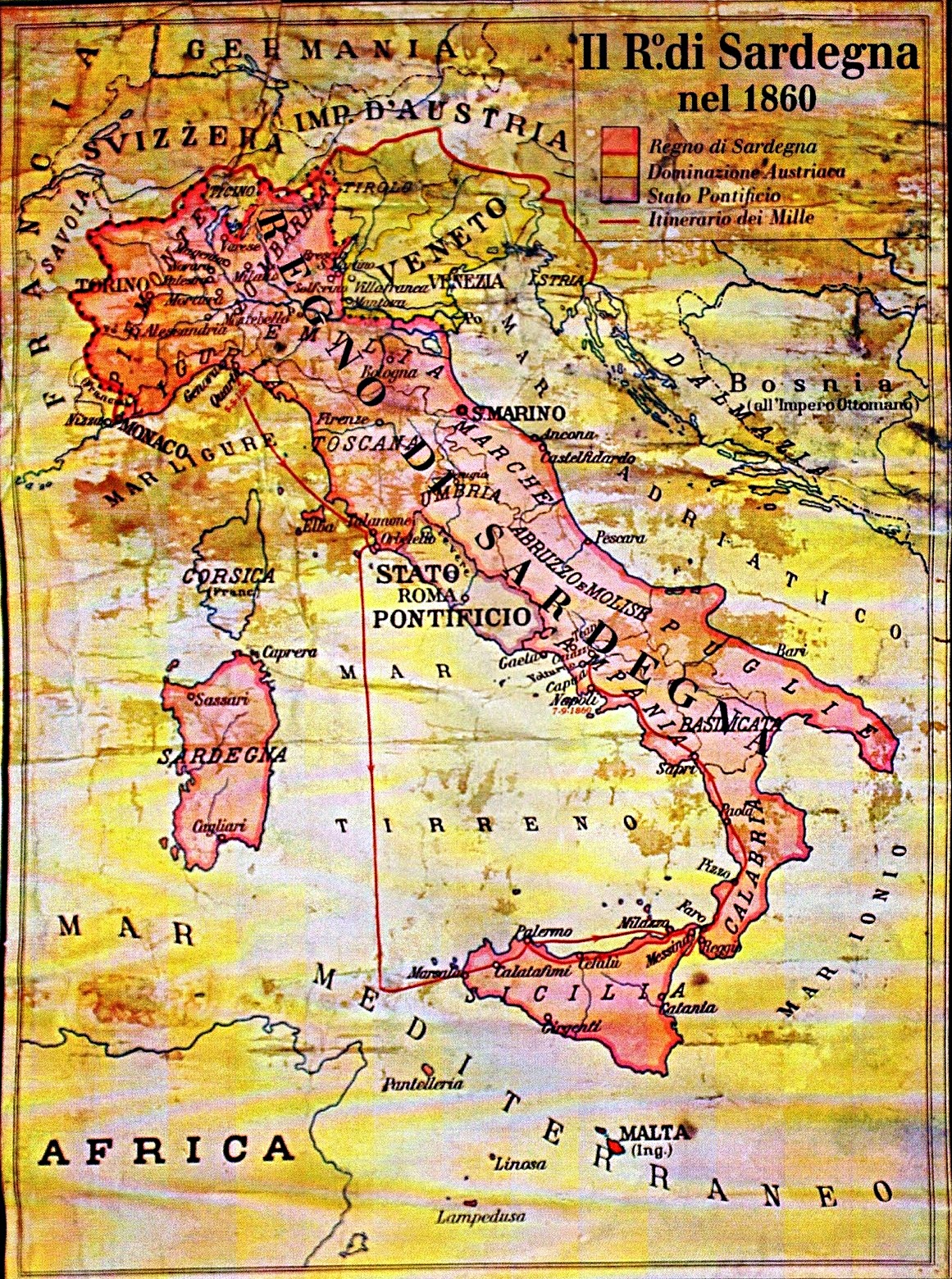
1860년 사르데냐 왕국의 최대 확장

## 같이 보기
- 사르데냐의 군주 목록
- 스페인 제국

## 참고 문헌
- Antonicelli, Aldo (2016). "From Galleys to Square Riggers: The Modernization of the Navy of the Kingdom of Sardinia". The Mariner's Mirror. 102 (2): 153–173.
- Hearder, Harry (1986). 《Italy in the Age of the Risorgimento, 1790–1870》. London: Longman. ISBN 0-582-49146-0.
- Luttwak, Edward (2009). The Grand Strategy of the Byzantine Empire. The Belknap Press. ISBN 9780674035195.
- Mack Smith, Denis (1971). Victor Emanuel, Cavour and the Risorgimento. Oxford University Press.
- Martin, George Whitney (1969). 《The Red Shirt and the Cross of Savoy》. New York: Dodd, Mead and Co. ISBN 0-396-05908-2.
- Murtaugh, Frank M. (1991). 《Cavour and the Economic Modernization of the Kingdom of Sardinia》. New York: Garland Publishing. ISBN 978-0-8153-0671-9.
- Romani, Roberto (2012). "Reluctant Revolutionaries: Moderate Liberalism in the Kingdom of Sardinia, 1849–1859". Historical Journal. pp. 45–73.
- Romani, Roberto (2018). "The Reason of the Elites: Constitutional Moderatism in the Kingdom of Sardinia, 1849–1861". In Sensibilities of the Risorgimento. Brill. pp. 192–244.
- Schena, Olivetta (2019). "The Role Played by Towns in Parliamentary Commissions in the Kingdom of Sardinia in the Fifteenth and Sixteenth centuries". Parliaments, Estates and Representation. '39 (3): 304–315.
- Storrs, Christopher (1999). 《War, Diplomacy and the Rise of Savoy, 1690–1720》. Cambridge University Press. ISBN 0-521-55146-3.
- Thayer, William Roscoe (1911). 《The Life and Times of Cavour vol 1》. Old interpretations but useful on details; volume 1 goes to 1859]; volume 2 online covers 1859–62.

### 이탈리아어
- AAVV. (edited by F. Manconi), La società sarda in età spagnola, Consiglio Regionale della Sardegna, Cagliari, 2 volumes, 1992–1993.
- Blasco Ferrer Eduardo, Crestomazia Sarda dei primi secoli, collection Officina Linguistica, Ilisso, Nuoro, 2003, ISBN 9788887825657.
- Boscolo Alberto, La Sardegna bizantina e alto giudicale, Edizioni Della Torre, Cagliari, 1978.
- Casula, Francesco Cesare (1994). 《La storia di Sardegna》. Sassari: Carlo Delfino Editore. ISBN 8871380843.
- Coroneo Roberto, Arte in Sardegna dal IV alla metà dell'XI secolo, AV eds., Cagliari, 2011.
- Coroneo Roberto, Scultura mediobizantina in Sardegna, Nuoro, Poliedro, 2000.
- Gallinari Luciano, "Il Giudicato di Cagliari tra XI e XIII secolo. Proposte di interpretazioni istituzionali", in Rivista dell'Istituto di Storia dell'Europa Mediterranea, no. 5, 2010.
- Manconi Francesco, La Sardegna al tempo degli Asburgo, Il Maestrale, Nuoro, 2010, ISBN 9788864290102.
- Manconi Francesco, Una piccola provincia di un grande impero, CUEC, Cagliari, 2012, ISBN 8884677882.
- Mastino Attilio, Storia della Sardegna Antica, Il Maestrale, Nuoro, 2005, ISBN 9788889801635.
- Meloni Piero, La Sardegna Romana, Chiarella, Sassari, 1980.
- Motzo Bachisio Raimondo, Studi sui bizantini in Sardegna e sull'agiografia sarda, Deputazione di Storia Patria della Sardegna, Cagliari, 1987.
- Ortu Gian Giacomo, La Sardegna dei Giudici, Il Maestrale, Nuoro, 2005, ISBN 9788889801024.
- Paulis Giulio, Lingua e cultura nella Sardegna bizantina: testimonianze linguistiche dell'influsso greco, Sassari, L'Asfodelo, 1983.
- Spanu Luigi, Cagliari nel seicento, Edizioni Castello, Cagliari, 1999.
- Zedda Corrado and Pinna Raimondo, "La nascita dei Giudicati. Proposta per lo scioglimento di un enigma storiografico", in Archivio Storico Giuridico di Sassari, second series, no. 12, 2007.

틀:스페인 제국의 부왕령
틀:사르데냐 왕국의 국가